# Трактовая Кукушка
Трактовая Кукушка — деревня в Советском районе Кировской области в составе Греховского сельского поселения. 

## География
Находится на левобережье Вятки на расстоянии примерно 12 километров по прямой на восток-северо-восток от районного центра города Советск.

## История
Известна в 1873 году как починок Новопоселенный (Шабры или Кокушки), где было дворов 10 и жителей 117, в 1905 Новопоселенный (Трактовые Кокушки) 14 и 128, в 1926 (Трактовые Кокушки или Шабры) 19 и 110, в 1950 15 и 64 соответственно, в 1989 28 жителей. Настоящее название деревни утвердилось с 1950 года. 

## Население
Постоянное население составляло 17 человек (русские 94%) в 2002 году, 7 в 2010.